# Ту-154Б (СССР-85131)

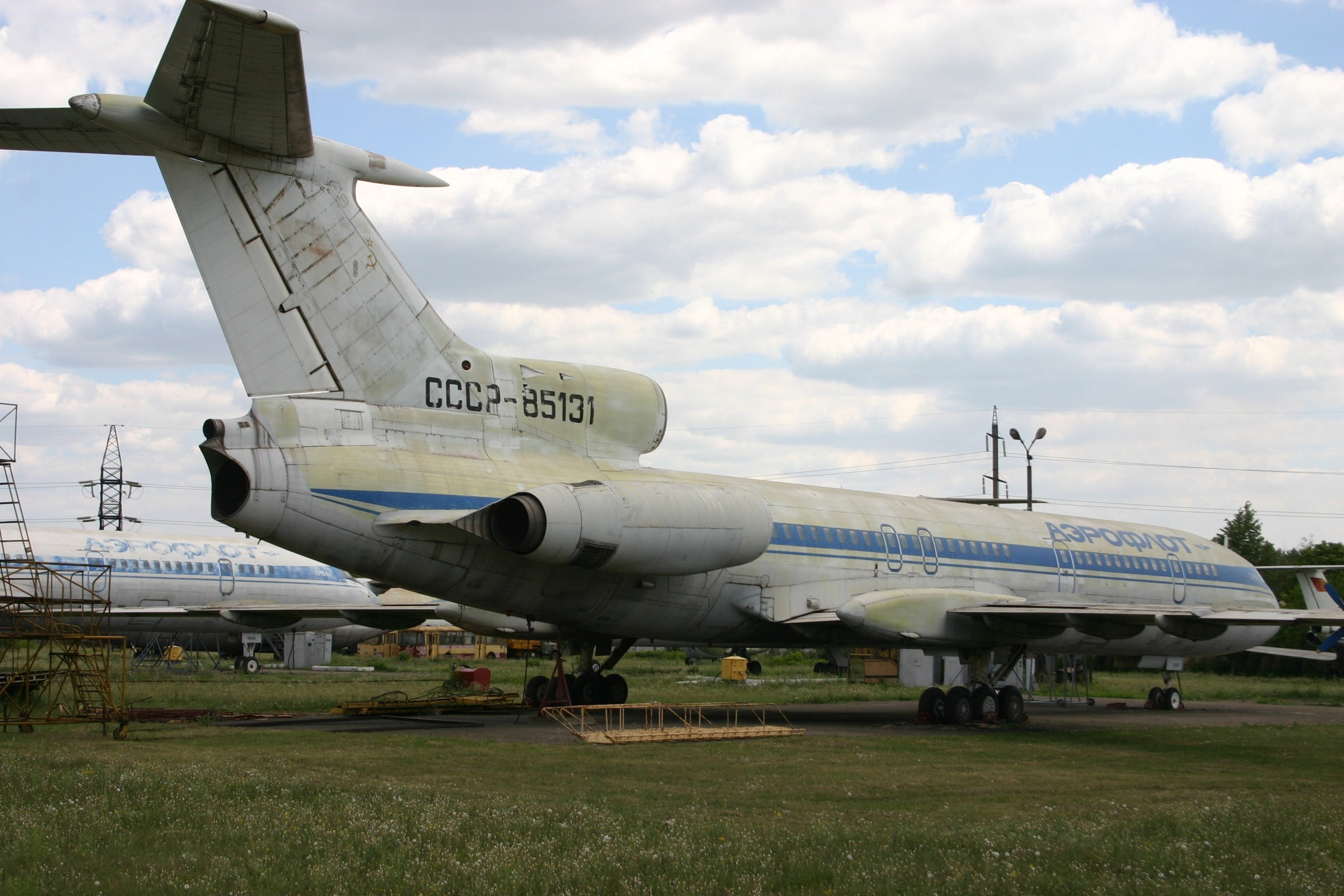

Ту-154Б (СССР-85131) — советский реактивный пассажирский авиалайнер, герой фильма «Экипаж», экспонат Музея истории авиации в городе Кривой Рог.

## История
Построен в декабре 1975 года на авиационном заводе в городе Куйбышеве. С 19 января 1976 года начал полёты в составе Бориспольского объединённого авиационного отряда.
В 1976 году при выполнении рейса Киев—Москва на борту, из-за действий геологов, произошёл разлив ртути. Авиалайнер снят с пассажирских полётов, произведена очистка.
В 1978 году по просьбе студии «Мосфильм» самолёт предоставлен для съёмок фильма «Экипаж», которые прошли летом 1979 года.
После съёмок самолёт передан Управлению учебных заведений Министерства гражданской авиации СССР. 5 февраля 1979 года, согласно приказу МГА СССР № 1.13-19ДСП, передан в Криворожское авиационно-техническое училище гражданской авиации.
5 октября 1979 года авиалайнер своим ходом прибыл на аэродром Смычка в городе Кривой Рог. Впервые в мировой истории совершена посадка на грунт самолёта данного типа.
22 ноября 1982 года, приказом Министерства гражданской авиации СССР № 170, списан по износу.
В октябре 2009 года окрашен силами Криворожского авиационного колледжа.

## Характеристика
Хранится в экспозиции Музея истории авиации Криворожского авиационного колледжа в городе Кривой Рог. Самолёт действующий, на нём проходят практику студенты Криворожского авиационного колледжа.

## Память
Производятся декали к авиамодели лайнера в масштабе 1:100 и заказные авиамодели. Макет самолёта выставлен в одном из павильонов студии «Мосфильм».